# ガリシア自治州議会

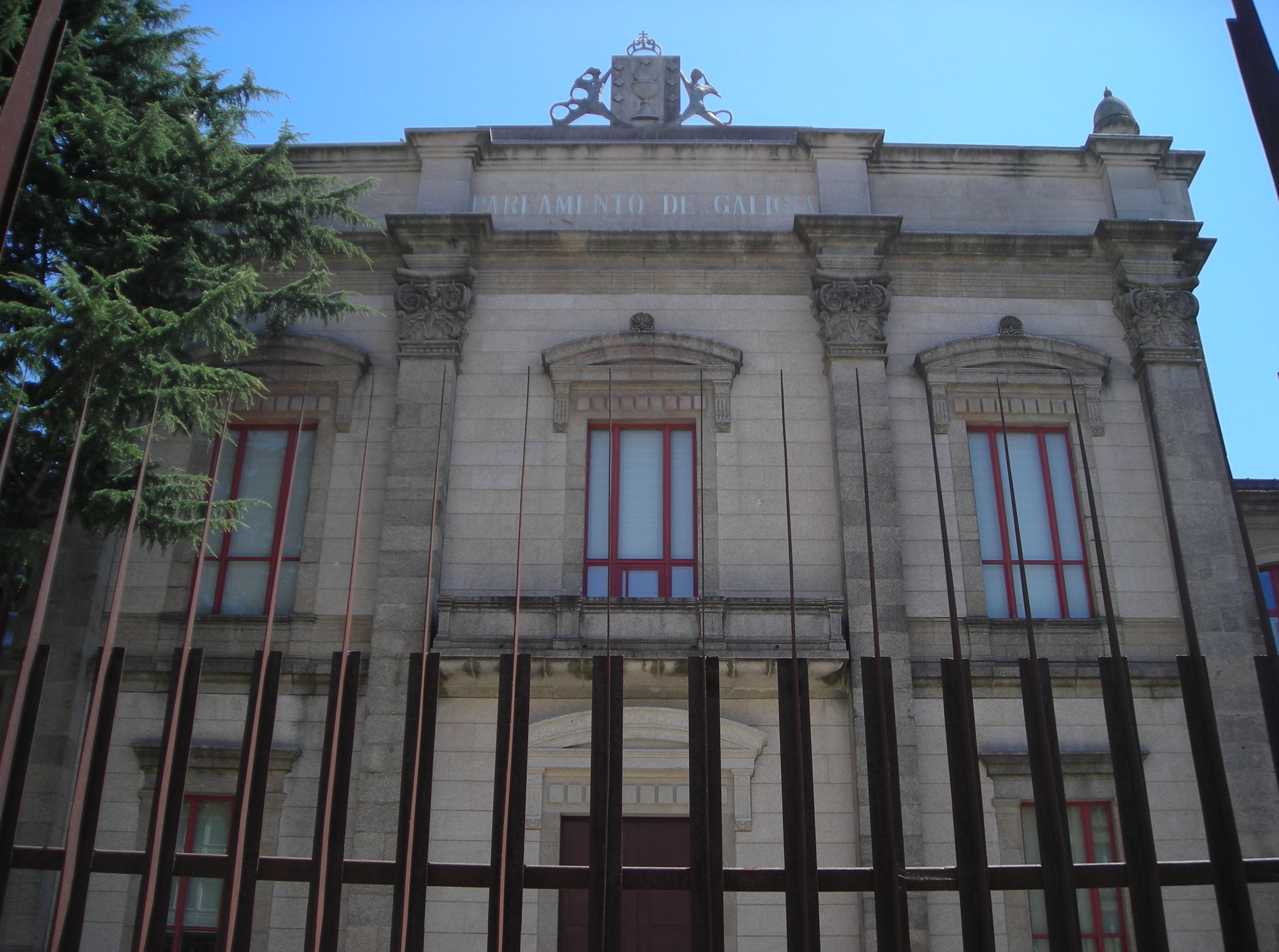
自治州議会議事堂外観

ガリシア自治州議会（Parlamento de Galicia）はガリシア自治州の立法機関であり、ガリシア州住民を代表する最高機関である。ガリシア州の選挙区選出のスペイン国会下院議員のために選ばれた議員によって、1981年に行われた第1回自治州選挙に先駆けて創設された。現在の定員は75名、任期は4年で、普通選挙によって選出される。

## 権限と職務
主な権限と職務は以下の点である。
- 州の法的な権限を行使する。
- 州政府シュンタ・デ・ガリシア（Xunta de Galicia）の行政行為をコントロールする。
- 予算を承認する。
- ガリシア自治州を代表するスペイン国会の上院議員を各任期において任命する。
- 自治州議会議員より、自治州首相（Presidente da Xunta de Galicia）を選出する。
- 州政府と州首相にその責任を課す。
- マドリードの中央政府（Gobierno de España）への法案の提出。
- スペイン国会の上院の委員会に対して、法案の提議を行う。
- 違憲性の異議を申し立てる。
- 憲法裁判所（Tribunal Constitucional）に対して、法律に規定された意義と条項について裁判手続きを行う。

## 運営
ガリシア自治州議会は州都サンティアゴ・デ・コンポステーラにおかれている。当初はパソ・デ・フォンセカ（Pazo de Fonseca）におかれていたが、現在はオレオ通り（Rúa do Hórreo）にある。議場では議員は、議長席に対して半円状に着席する。州首相とその政府関係者（閣僚、Conselleiro）は最前列の席に、残りの議員は党派ごとに席に着く。
ガリシア州議会の会期は二期に分けられ、前期は9月から12月、後期は2月から6月までである。会期中は各週火曜から金曜まで通常議会が開かれる。この会期以外には、必要に応じて特別議会が招集される。
州議会議長は、執行部と各党の代表との間での合意に基づいて、総会の日程を決定する。委員会の日程は、総会の執行部によって決定された日程と調整したうえで、各委員会の執行部において決定される。

## 構成

### 議席構成

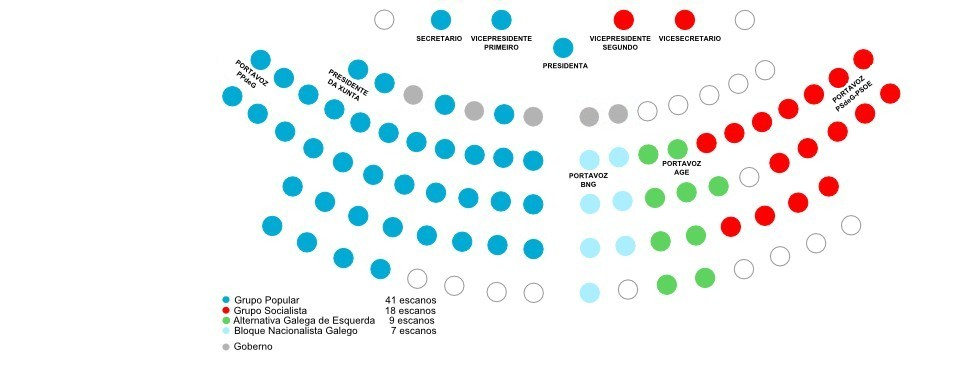
自治州議会議席

ガリシア自治州議会は、75名の議員によって構成される。各県の議席配分は、ア・コルーニャ県24、ポンテベドラ県22、ルーゴ県15、オウレンセ県14である。2012年10月21日に行われた州議会選挙の結果、現在（第9回議会）の議員構成は次のようになっている。
- ガリシア国民党（Partido Popular de Galicia、略称PPdeG）：41議席。
- ガリシア社会主義者党（Partido dos Socialistas de Galicia、略称PSdeG）：18議席。
- アルテルナティーバ・ガレーガ・デ・エスケルダ（Alternativa Galega de Esquerda、略称AGE）：9議席。
- ガリシア民族主義ブロック（Bloque Nacionalista Galego、略称BNG）：7議席。

| ガリシア自治州議会内会派                             | ガリシア自治州議会内会派 | ガリシア自治州議会内会派                       | ガリシア自治州議会内会派 | ガリシア自治州議会内会派 |
| ---------------------------------------------------- | ------------------------ | ---------------------------------------------- | ------------------------ | ------------------------ |
| 名称                                                 | 政党                     | 会派代表                                       | 議席数                   |                          |
| 国民党グループ（Grupo Parlamentario Popular）        | PPdeG                    | ペドロ・プイ・フラガ                           | 41                       |                          |
| 社会党グループ（Grupo Parlamentario Socialista）     | PSdeG                    | アベル・フェルミン・ロサーダ・アルバレス       | 18                       |                          |
| 左派グループ（Grupo Parlamentario de Esquerda）      | AGE（EU、ANOVA）         | ショセ・マヌエル・ベイラス・トラード           | 9                        |                          |
| 民族主義グループ（Grupo Parlamentario Nacionalista） | BNG                      | フランシスコ・シェスス・ホルケーラ・カセーラス | 7                        |                          |

選出議員は2012年11月16日11時から開催された構成会議に召集され、同会議において議会執行部が選出された。2012年12月4日第9回ガリシア自治州議会開会式が行われた。

### 議会執行部の構成
- 議長（Presidenta）：ピラール・ミラグロス・ロッホ・ノゲーラ（PPdeG）[3]
- 第1副議長（Vicepresidente 1º）: ミゲル・サンタリセス・ビエイラ（PPdeG）[4]
- 第2副議長（Vicepresidente 2º）: マリソル・ソネイラ・タヘス（PSdeG）[4]
- 書記（Secretario）: ホセ・マヌエル・バルセイロ・オロル（PPdeG）[4]
- 副書記（Vicesecretario）: コンセプション・ブルゴ・ロペス（PSdeG）[4]

## 歴代州議会議長
| 回 | 氏名                                   | 在任期間    | 政党  |
| -- | -------------------------------------- | ----------- | ----- |
| 1  | アントーニオ・ロソン・ペレス           | 1981 - 1985 | UCD   |
| 2  | アントーニオ・ロソン・ペレス           | 1985 - 1986 |       |
| 2  | トマス・ペレス・ビダル                 | 1986 - 1989 | AP    |
| 3  | ビクトリーノ・ヌーニェス・ロドリゲス   | 1989 - 1993 | PP    |
| 4  | ビクトリーノ・ヌーニェス・ロドリゲス   | 1993 - 1997 | PP    |
| 5  | ホセ・マリーア・ガルシーア・レイラ     | 1997 - 2001 | PP    |
| 6  | ホセ・マリーア・ガルシーア・レイラ     | 2001 - 2005 | PP    |
| 7  | ドローレス・ビラリーノ・サンティアーゴ | 2005 - 2009 | PSdeG |
| 8  | ピラール・ミラグロス・ロッホ・ノゲーラ | 2009 -      | PP    |

## 自治州議会選挙結果
| 選挙   | PPdeG             | PPdeG | PSdeG-PSOE        | PSdeG-PSOE | AGE （EU-ANOVA）  | AGE （EU-ANOVA） | BNG               | BNG  | UCD               | UCD  | BNPG-PSG        | BNPG-PSG | EG              | EG   | PCG             | PCG  | CG                | CG   | PSG-EG          | PSG-EG |
| 選挙   | 得票 （％）       | 議席  | 得票 （％）       | 議席       | 得票 （％）       | 議席             | 得票 （％）       | 議席 | 得票 （％）       | 議席 | 得票 （％）     | 議席     | 得票 （％）     | 議席 | 得票 （％）     | 議席 | 得票 （％）       | 議席 | 得票 （％）     | 議席   |
| ------ | ----------------- | ----- | ----------------- | ---------- | ----------------- | ---------------- | ----------------- | ---- | ----------------- | ---- | --------------- | -------- | --------------- | ---- | --------------- | ---- | ----------------- | ---- | --------------- | ------ |
| 1981年 | 301,039 （30.52） | 26    | 193,456 （19.62） | 16         | －                | －               | －                | －   | 274,191 （27.80） | 24   | 61,870 （6.27） | 3        | 33,497 （3.40） | 1    | 28,927 （2.93） | 1    | －                | －   | －              | －     |
| 1985年 | 516,218 （41.17） | 34    | 361,946 （28.86） | 22         | －                | －               | 53,072 （4.23）   | 1    | －                | －   | －              | －       | －              | －   | －              | －   | 163,425 （13.03） | 11   | 71,599 （5.71） | 3      |
| 1989年 | 583,579 （44.20） | 38    | 433,256 （32.81） | 28         | －                | －               | 105,703 （8.01）  | 5    | －                | －   | －              | －       | －              | －   | －              | －   | 48.208 （3.65）   | 2    | 50.047 （3.79） | 2      |
| 1993年 | 763,839 （52.62） | 43    | 346,831 （23.89） | 19         | －                | －               | 269,233 （18.55） | 13   | －                | －   | －              | －       | －              | －   | －              | －   | －                | －   | －              | －     |
| 1997年 | 832,751 （52.88） | 42    | 310,508 （19.72） | 15         | －                | －               | 395,435 （25.11） | 18   | －                | －   | －              | －       | －              | －   | －              | －   | －                | －   | －              | －     |
| 2001年 | 791,885 （52.51） | 41    | 334,819 （22.20） | 17         | －                | －               | 346,423 （22.97） | 17   | －                | －   | －              | －       | －              | －   | －              | －   | －                | －   | －              | －     |
| 2005年 | 756,562 （45.81） | 37    | 555,603 （33.64） | 25         | －                | －               | 311,954 （18.89） | 13   | －                | －   | －              | －       | －              | －   | －              | －   | －                | －   | －              | －     |
| 2009年 | 789,427 （47.47） | 38    | 524,488 （31.54） | 25         | －                | －               | 270,712 （16.28） | 12   | －                | －   | －              | －       | －              | －   | －              | －   | －                | －   | －              | －     |
| 2012年 | 653,934 （45.72） | 41    | 293,671 （20.53） | 18         | 200,101 （13.99） | 9                | 145,389 （10.16） | 7    | －                | －   | －              | －       | －              | －   | －              | －   | －                | －   | －              | －     |

出典：1981年－2009年はArgos（Subdirección de Análisis y Políticas Públicas de la Presidencia de la Generalitat）。2012年はXunta de Galicia。